# Limnoporus dissortis
Limnoporus dissortis är en insektsart som först beskrevs av Drake och Harris 1930.  Limnoporus dissortis ingår i släktet Limnoporus och familjen skräddare. Inga underarter finns listade i Catalogue of Life.